# شهر الکوتیم
شهر الکوتیم (به پرتغالی: Alcoutim Municipality) یک منطقهٔ مسکونی در پرتغال است که در الگاروه واقع شده‌است.

## خصوصیات
شهر الکوتیم ۵۷۵٫۳۲ کیلومترمربع مساحت و ۳٬۴۱۱ نفر جمعیت دارد.